# Gustav Sjöberg
Ivar Gustaf Albert Sjöberg (* 23. März 1913 in Stockholm; † 3. Oktober 2003 in Lidingö) war ein schwedischer Fußballtorhüter und -trainer.

## Laufbahn

### Spielerkarriere
Sjöberg trat 1929 dem AIK Solna bei. Am 31. Juli 1932 gab er sein Debüt in der Allsvenskan. Bis 1950 hütete er das Tor der Mannschaft und kam dabei auf 321 Erstligaeinsätze. 1937 wurde er schwedischer Meister, 1949 Pokalsieger.
Sjöberg war zudem schwedischer Nationalspieler. Er stand zwischen 1937 und 1946 21 Mal im Tor der Blågult. Er nahm mit der Auswahl an der Weltmeisterschaft 1938 teil und belegte nach Niederlagen gegen Ungarn (1:5 im Halbfinale) und Brasilien (2:4 im Spiel um den dritten Platz) bei dem Turnier den undankbaren vierten Platz.

### Trainerkarriere
Nach Beendigung seiner aktiven Laufbahn 1950 wechselte er auf die Trainerbank und betreute zunächst die zweite Mannschaft von AIK Solna. 1951  ging er zu IFK Holmsund, die er in der zweiten Liga trainierte. Nach nur einer Spielzeit kehrte er wieder zu seinem Heimatverein zurück. Bis 1963 war er wieder Trainer der zweiten Mannschaft und zusätzlich der Torwarttrainer des Vereins.